# Zoltán Szabó
Zoltán „Sróf” Szabó (ur. 28 kwietnia 1956) – węgierski kierowca wyścigowy, konstruktor.

## Biografia
Karierę sportową rozpoczął w 1981 roku. W 1985 roku wygrał Trabantem grupę S/21 mistrzostw Węgier, a rok później – grupę A/2. Jednocześnie w 1986 roku zbudował własny samochód wyścigowy Formuły Easter, nazwany Sróf. Rok później zadebiutował w Pucharze Pokoju i Przyjaźni. W sezonie 1988 został wicemistrzem Węgierskiej Formuły Easter. W 1990 roku zajął trzecie miejsce w dywizji 3. W 1992 roku został wicemistrzem Węgierskiej Formuły 1600, a także zajął trzecie miejsce w klasie E. W 1995 roku wygrał klasę C, a tytuł ten obronił rok później. W 1998 roku zadebiutował w Węgierskiej Formule 2000, zajmując trzecie miejsce w klasyfikacji końcowej. Rok później został wicemistrzem.
Jest założycielem firmy Srofauto Racing Designs, specjalizującej się w projektowaniu i budowie samochodów sportowych i wyścigowych.

## Wyniki
| Legenda oznaczeń w tabelach wyników Wyświetl szablon na nowej stronie | Legenda oznaczeń w tabelach wyników Wyświetl szablon na nowej stronie                                                                     |
| Oznaczenie                                                            | Wyjaśnienie |
| --------------------------------------------------------------------- | --- |
| Złoty                                                                 | Zwycięzca lub mistrzostwo |
| Srebrny                                                               | 2. miejsce lub wicemistrzostwo |
| Brązowy                                                               | 3. miejsce lub II wicemistrzostwo |
| Zielony                                                               | Ukończył, punktował (w klasyfikacji generalnej, gdy zdobył co najmniej jeden punkt na przestrzeni sezonu, poza trzema powyższymi opcjami) |
| Niebieski                                                             | Ukończył, nie punktował (w klasyfikacji generalnej, gdy nie zdobył co najmniej jednego punktu na przestrzeni sezonu)                      |
| Czerwony                                                              | Nie zakwalifikował się (NZ) |
| Czerwony                                                              | Nie prekwalifikował się (NPK) |
| Różowy                                                                | Nie ukończył (NU) |
| Różowy                                                                | Niesklasyfikowany (NS) (w klasyfikacji generalnej, gdy nie został sklasyfikowany w żadnym wyścigu sezonu)                                 |
| Czarny                                                                | Zdyskwalifikowany (DK) |
| Czarny                                                                | Wykluczony (WYK/EX) |
| Biały                                                                 | Nie wystartował (NW) |
| Biały                                                                 | Kontuzjowany (K/INJ) |
| Biały                                                                 | Wyścig odwołany (OD/C) |
| Bez koloru                                                            | Został wycofany (WYC/WD) |
| Bez koloru                                                            | Nie przybył (NP/DNA) |
| Bez koloru                                                            | Nie brał udziału w treningach (NT/DNP) |
| Bez koloru                                                            | Nie został zgłoszony (–) |
| Pogrubienie                                                           | Start z pole position |
| Kursywa                                                               | Najszybsze okrążenie wyścigu |
| †                                                                     | Nie ukończył, ale jego rezultat został zaliczony ze względu na przejechanie więcej niż 90% dystansu wyścigu.                              |
| *                                                                     | Sezon w trakcie |
| 1/2/3                                                                 | Punktowana pozycja w sprincie kwalifikacyjnym                                                                                             |
| Lista systemów punktacji Formuły 1                                    | |

### Puchar Pokoju i Przyjaźni
| Rok  | Samochód          | Silnik | Wyniki w poszczególnych eliminacjach | Wyniki w poszczególnych eliminacjach | Wyniki w poszczególnych eliminacjach | Wyniki w poszczególnych eliminacjach | Pkt. | Msc. |
| ---- | ----------------- | ------ | ------------------------------------ | ------------------------------------ | ------------------------------------ | ------------------------------------ | ---- | ---- |
| 1987 |                   |        | Polska                               |                                      |                                      |                                      | 34   | 28   |
| 1987 | Sróf Forma Easter | Łada   | -                                    | -                                    | 21                                   | -                                    | 34   | 28   |
| 1988 |                   |        | Czechosłowacja                       |                                      |                                      |                                      | ?    | ?    |
| 1988 | Sróf Forma Easter | Łada   | NU                                   | -                                    | -                                    | 15                                   | ?    | ?    |

### Węgierska Formuła 2000
| Rok  | Zespół            | Samochód | Silnik | Wyniki w poszczególnych eliminacjach | Wyniki w poszczególnych eliminacjach | Wyniki w poszczególnych eliminacjach | Wyniki w poszczególnych eliminacjach | Wyniki w poszczególnych eliminacjach | Wyniki w poszczególnych eliminacjach | Wyniki w poszczególnych eliminacjach | Wyniki w poszczególnych eliminacjach | Pkt. | Msc. |
| ---- | ----------------- | -------- | ------ | ------------------------------------ | ------------------------------------ | ------------------------------------ | ------------------------------------ | ------------------------------------ | ------------------------------------ | ------------------------------------ | ------------------------------------ | ---- | ---- |
| 1998 |                   |          |        | Węgry                                | Węgry                                | Węgry                                | Węgry                                | Węgry                                | Węgry                                | Węgry                                | Węgry                                | 12   | 3    |
| 1998 | Sróf Autósport    | Dallara  |        | -                                    | -                                    | 2                                    | 2                                    | -                                    | -                                    | -                                    | -                                    | 12   | 3    |
| 1999 |                   |          |        | Węgry                                | Węgry                                | Węgry                                | Węgry                                | Węgry                                | Węgry                                | Węgry                                |                                      | 18   | 2    |
| 1999 | E.C.S. Motorsport | Dallara  |        | 2                                    | -                                    | -                                    | -                                    | 2                                    | 2                                    | -                                    |                                      | 18   | 2    |